# Cattedrale di Santo Domingo de la Calzada
La cattedrale di San Domenico (in spagnolo: Catedral de Santo Domingo de la Calzada) si trova a Santo Domingo de la Calzada, in Spagna, ed è cattedrale della diocesi di Calahorra e La Calzada-Logroño.

## Storia
La prima chiesa romanica fu costruita da Alfonso VI di León, che donò il terreno per la sua costruzione nel 1098. La chiesa fu consacrata nel 1106 dal vescovo Don Pedro Nazar, diventando collegiata nel 1158, cattedrale nel 1232 e da allora la sede del vescovo di Calahorra-La Calzada.
La costruzione dell'attuale chiesa iniziò nel 1158, conservando gran parte del vecchio edificio, questi lavori sono stati diretti dal maestro Garçion. Nel XVI secolo la destra del transetto è stata sollevata per la tomba di san Domenico eremita: è un tempietto gotico-fiorito del 1513, contenente un sarcofago romanico del secolo XII, nonché una gabbia con un gallo ed una gallina vivi, a ricordo di un miracolo del santo. La chiesa è stata costruita come un luogo di pellegrinaggio, in quanto posta lungo il percorso francese del cammino di Santiago di Compostela, con un caratteristico deambulatorio, dietro l'altare maggiore, che permette il movimento all'interno della cattedrale. Il campanile barocco è staccato dal corpo della chiesa. La chiesa ha due portali, uno romanico sulla facciata ed uno rinascimentale sul lato destro. L'abside romanica, del secolo XII, è dotata di bei capitelli. L'interno è a tre navate, transetto e coro a deambulatorio con volte gotiche; nel coro sono notevoli gli stalli rinascimentali. Sull'altar maggiore c'è un grande retablo di D. Forment (1531).
Il tempio è stato dichiarato monumento nazionale il 3 giugno 1931.